# حسن کچل
حسن کچل اولین فیلم سینمایی علی حاتمی است که در آن نویسنده، کارگردان و سراینده اشعار بوده است. این فیلم محصول سازمان سینمایی پیام به تهیه‌کنندگی علی عباسی در سال ۱۳۴۹ خورشیدی است.
حسن کچل در حال و هوای ایران قدیم ساخته شده و اولین فیلم آهنگین (فیلم موزیکال) سینمای ایران می‌باشد.

## داستان فیلم
فیلم حسن کچل با نمایش ابزار شهر فرنگ آغاز می‌گردد و با ورود به آن داستانی از گذشته‌ها را به روش نقالی زورخانه ای تعریف می‌کند و سپس وارد داستان می‌شود. داستان از آنجا آغاز می‌شود که مادر حسن کچل تلاش می‌کند او را که خجالتی است و تاکنون از خانه بیرون نرفته است به دنیای بیرون از خانه بکشاند. به همین منظور از کنار بستر حسن کچل تا در خروجی و کوچه سیب سرخ می‌گذارد. وقتی حسن از خواب بیدار می‌شود، سیب‌ها را یکی‌یکی برمی‌دارد تا این‌که از خانه خارج و در به رویش بسته می‌شود.
حسن ابتدا با کودکان کوچه به بازی مشغول می‌شود و سپس به بازار رفته، از آن خسته می‌شود و دوباره به بازی با بچه‌ها مشغول می‌شود. سپس در حال گردش در اطراف شهر صدای آواز دلنشینی می‌شنود و شیفته این صدا می‌شود. شب که در حمام شهر خوابیده همزاد خود را می‌بیند. همزاد به او می‌گوید که می‌تواند حسن را به آرزوهایش برساند و حسن که آرزویی جز رسیدن به صاحب آن صدا ندارد، موضوع را مطرح می‌کند. همزاد به او می‌گوید که این صدا ازآنِ شخصی است به نام چهل‌گیس که زیباترین و بالاترین زن جهان است و رسیدن به او کاری است بس دشوار. حسن برای یافتن راهی برای آشنایی با او ابتدا به توصیه همزادش با زنی هرزه به نام طاووس آشنا می‌شود. اما از این کار چیزی حاصل نمی‌شود. سپس به شاعر، دوست همصحبت و پهلوان متوسل می‌شود و در ازای آشنایی با هرکدام از این افراد، همزادش یک دانگ از عمر حسن را طلب می‌کند. حسن می‌بیند که طریق رسیدن به چهل‌گیس چیزی است غیر از این‌ها. در نهایت به خود چهل‌گیس مراجعت کرده و راز دلش را برای او از قفای دیوار فاش می‌کند (حسن تا به این لحظه موفق به دیدن چهل‌گیس نشده است). چهل‌گیس می‌گوید که در طلسم دیو است و تنها راه آزادی‌اش این است که شیشه عمر دیو بشکند. حسن با آگاهی از این موضوع با خوشحالی به نزد همزادش می‌رود و تمام عمرش را می‌دهد تا شیشه عمر دیو را به دست آورد. بدین‌سان چهل‌گیس آزاد می‌شود و قرار می‌شود سپیده صبح روز بعد از ازدواج حسن با چهل‌گیس، حسن به قبرستان برود و وعده‌اش را با همزادش به جا بیاورد. همزاد از این وعده می‌گذرد و فیلم به آخر می‌رسد.

## بازیگران و گویندگان
اسامی بازیگران فیلم حسن کچل به شکل* و ترتیب نمایش در عنوان‌بندی آغازین فیلم:
| شمارگان | بازیگران               | نقش‌ها                                      | گویندگان        | توضیحات          |
| ------- | ---------------------- | ------------------------------------------ | --------------- | ---------------- |
| ۱       | پرویز صیاد             | حسن کچل و همزادش                           | منوچهر اسماعیلی |                  |
| ۲       | کتایون [امیرابراهیمی]  | چهل گیس                                    | نیکو خردمند     |                  |
| ۳       | ثریا بهشتی             | طاووس                                      | سیما افتخارزاده |                  |
| ۴       | نادره (حمیده خیرآبادی) | مادر حسن کچل                               | سیمین سرکوب     |                  |
| ۵       | صادق بهرامی            | پدر چهل گیس                                | ناصر طهماسب     |                  |
| ۶       | یدالله شیراندامی       | پهلوان                                     | چنگیز جلیلوند   |                  |
| ۷       | سیروس ابراهیم‌زاده      | حمامی ژاپنی، آرایشگر                       |                 |                  |
| ۸       | عباس معیری             |                                            |                 |                  |
| ۹       | حسن رضیانی             | حکیم‌باشی، بزاز                             | ناصر طهماسب     |                  |
| ۱۰      | مژگان                  |                                            |                 |                  |
| ۱۱      | لیدا                   |                                            |                 |                  |
| ۱۲      | وهاب نوری‌زاده          | همزاد، اغواکننده طاووس، سبزی فروش در بازار |                 |                  |
| ۱۳      | نوبهار                 |                                            |                 |                  |
| ۱۴      | گروه هنرمندان ژاپنی    |                                            |                 |                  |
| ۱۵      | حسن خیاط‌باشی           | حمامی - شاعر                               | حسن خیاط‌باشی    | و                |
| ۱۶      | گروه باله ملی پارس     | به رهبری عبدالله ناظمی                     |                 | با همکاری        |
| ۱۷      | مرتضی احمدی            | راوی (نقال)                                |                 |                  |
| ۱۸      | منوچهر احمدی           |                                            |                 | در تیتراژ نیامده |

* اسامی داخل کروشه و پرانتز در عنوان بندی یا پوستر درج نشده‌اند.
فیلم حسن کچل با مدیریت منوچهر اسماعیلی در استودیو طنین دوبله شد. گوینده آنونس فیلم ابوالحسن تهامی بود. دیگر گویندگان شامل: صادق ماهرو (دیو سیاه)، منوچهر اسماعیلی (درویش، سلمانی)، منوچهر والی‌زاده بودند

## موسیقی فیلم
- موسیقی متن: بابک افشار، پرویز اتابکی و واروژان
- آهنگسازان: بابک افشار، پرویز اتابکی و اسفندیار منفردزاده
- نوازنده تنبک: امیر بیداریان‌نژاد
- خوانندگان: عهدیه، کورس سرهنگ‌زاده، مهتاب (راضیه حقیقی)، سوسن، افشین مقراضی
- ضبط موسیقی: محمد گرجی

## تولید فیلم
- یک ماه قبل از شروع فیلم‌برداری: ضبط دیالوگهای ریتمیک توسط گویندگان فیلم با کمک اسفندیار منفردزاده و بابک افشار به با مدیریت منوچهر اسماعیلی و در استودیو طنین در مرحله بعد بازیگران انتخاب شدند و فیلم‌برداری آغاز شده است.[۵]
- اواسط مهر ۱۳۴۸: آغاز فیلم‌برداری فیلم با عنوان کامل «حسن کچل و چل گیس»[۷]

## نمایش فیلم
فیلم حسن کچل برای بار نخست در تاریخ پنجشنبه ۲۸ اسفند ۱۳۴۸ خورشیدی با عنوان «هدیهٔ نوروزی سینماها» در چهارده سینما در تهران و همزمان در شهرستانها به نمایش درآمد . این فیلم پس از ایام سوگواری محرم جایگزین فیلم ترکی «دلاور سمرقند» (ترکی استانبولی: Alpago: Alpaslan'ın Fedaisi) در گروه سینمایی مولن‌روژ شد.
سینماهای نمایش‌دهنده فیلم حسن کچل در تهران، در گروه سینمایی مولن‌روژ شامل ۱۴ سینمای مولن‌روژ، دیانا، مهتاب، رکس، شهوند، رنگین‌کمان، لیدو، نپتون، همای، اسکار، ارانوس، پاسارگاد، شرق و چرخ‌وفلک بودند.
سینماهای نمایش‌دهنده فیلم در شهرستانها شامل چهار باغ، مایاک و مهتاب در اصفهان، فردوسی و هما در مشهد، دیانا در کرمانشاه، تحت جمشید، دیانا و متروپل در تبریز، پاسارگاد و تاج در شیراز، نیاگارا و آسیاد در رشت بودند.
مدت نمایش فیلم حسن کچل:
- حدود ۳ هفته (۱۹ شب) در ۱۴ سینمای گروه سینمایی مولن‌روژ، آخرین نمایش: سه‌شنبه ۱۸ فروردین ۱۳۴۹.
- هفته چهارم در ۳ سینمای مولن‌روژ، دیانا، مهتاب،[۱۱] آخرین نمایش: سه‌شنبه ۲۵ فروردین ۱۳۴۹[۱۲]
- هفته پنجم در سینما کریستال، آخرین نمایش سه شنبه ۲ اردیبهشت ۱۳۴۹.[۱۳]

فیلم حسن کچل پس از فروش حدود ۹ میلیون تومان در اکران نوروزی، در تاریخ چهارشنبه ۲۶ فروردین ۱۳۴۹، جای خود را به فیلم دور دنیا با جیب خالی در گروه سینمایی مولن‌روژ داد.

## سایر عوامل[۳][۴]
- دستیار فیلمبردار: نریمان پیرام
- تدوین صدا و تصویر: روبیک منصوری
- طراح صحنه و دکور: حسن پاک‌نژاد
- طراح لباس: فرشته شفایی
- نقاشی: عباس بلوکی‌فر
- عکس: امیر نادری
- چهره‌پرداز: ایرج صفدری
- آرایش: فیروزه
- امور فنی: استودیو مهرگان فیلم
- صدابردار: حسین بدیعی، میرزا گودرزی
- افکت: میرزا گودرزی
- چاپ و لابراتوار رنگی: استودیو بدیع
- مدیران تدارکات: علی پروانه، علی اکبری

## دربارهٔ فیلم
از آنجا که فیلم حسن کچل آغاز راه علی حاتمی است، از جهاتی قابل تأمل است. علی حاتمی در طول دوران کارگردانی خود به مسائل بسیار مهمی در فرهنگ و اخلاق ایرانی پرداخت و به گفته‌ای، یک دوره از ادبیات را با فیلم‌هایش مرور کرد و فیلم حسن کچل به‌مثابه مقدمه‌ای فوق‌العاده برای این کتاب ادبیات است. علی حاتمی در هر فیلمش، جدای از داستانی کلی که کم‌نقص است، نکته‌ای اساسی در اخلاق را موضوع فیلم قرار می‌دهد، و نگرش‌های فرهنگ عامه را در مورد آن به نقد می‌کشد، و در انتها—در اغلب فیلم‌هایش—نگرش صحیح به آن موضوع را به مخاطبان نشان می‌دهد. از آنجا که اخلاق در سایهٔ غایات معنی پیدا می‌کند، پیش از وضع هر قانون اخلاقی، می‌بایست علت و غایت آن قانون تبیین شود. دغدغه علی حاتمی در فیلم حسن کچل تبیین و نشان دادن این غایت است و همچنین ارائه معیاری برای تمیز خوب از بد. در این باره در ادامه صحبت خواهد شد.

## انیمیشن
در سال ۱۳۹۷ سروش رضایی انیمیشن کوتاه طنزی با استفاده از شخصیت حسن کچل ساخت که مورد استقبال عموم قرار گرفت.